# Улица Пионеров (Екатеринбург)
У́лица Пионе́ров — улица в жилом районе «Пионерский» Кировского административного района Екатеринбурга.

## Расположение и благоустройство
Улица Пионеров идёт с запада на северо-восток между улицами Советская и Кондукторская, начинаясь от примыкания к улице Солнечной и заканчиваясь у улицы Уральской. Пересекается с Тобольской улицей. Протяжённость улицы составляет около 500 метров. Ширина проезжей части в среднем около пяти-шести метров.
На протяжении улицы имеется один светофор. Тротуары оборудованы не на всём протяжении улицы.

## История
Появление улицы связано с началом застройки Нового посёлка (современный Пионерский жилой район). На плане Свердловска 1924 года улица уже обозначена как застроенная на участке между улицей Солнечной и Флотской. В 1927—1928 годах была спланирована часть улицы к востоку от Флотской улицы (вплоть до улицы Ирбитской), а в 1929 году уже велась её застройка. К середине 1930-х годов улица была застроена частными жилыми домами вплоть до пересечения с улицей Июльской. В конце 1960-х годов началась застройка улицы многоквартирными домами типовых серий.

## Здания и сооружения
Внимание! Этот раздел содержит информацию по состоянию на декабрь 2013 года
Улица характеризуется малоэтажной жилой застройкой 1960-х—1970-х годов («хрущевки», «брежневки») с единственным современным жилым домом (Пионеров, 1)
По нечётной стороне:
- № 1 — десятиэтажный жилой дом постройки 2013 года;
- № 3 — девятиэтажный 108-квартирный кирпичный жилой дом постройки 1974 года;
- № 3а — частная общеобразовательная школа «Творчество»;
- № 5 — пятиэтажный 70-квартирный панельный жилой дом постройки 1970 года;
- № 5а — двухэтажное административное здание (детский сад № 230 «Солнышко»);
- № 7 — пятиэтажный 70-квартирный панельный жилой дом постройки 1970 года;
- № 9/1 — пятиэтажный 140-квартирный панельный жилой дом постройки 1969 года.

По чётной стороне:
- № 2 — четырёхэтажное административное здание (расположена Управляющая жилищная компания «Фонд Радомир», крупнейший оператор услуг ЖКХ в Кировском районе);
- № 4 — девятиэтажный 108-квартирный кирпичный жилой дом постройки 1971 года;
- № 6 — пятиэтажный 80-квартирный панельный жилой дом постройки 1968 года;
- № 8 — пятиэтажный 80-квартирный панельный жилой дом постройки 1968 года;
- № 8а — детский сад № 230;
- № 10 — пятиэтажный 80-квартирный панельный жилой дом постройки 1968 года;
- № 10а — общеобразовательная школа № 145;
- № 10/2 — пятиэтажный 110-квартирный панельный жилой дом постройки 1975 года;
- № 12/1 — пятиэтажный 88-квартирный панельный жилой дом постройки 1968 года;
- № 12/2 — пятиэтажный 88-квартирный панельный жилой дом постройки 1968 года;
- № 12/3 — пятиэтажный 88-квартирный панельный жилой дом постройки 1968 года;
- № 12/4 — пятиэтажный 88-квартирный панельный жилой дом постройки 1968 года.

(серия типовых пятиэтажек с номером 12 по проекту дополнялась обязательным магазином в качестве пристроя, что обусловило превращение данного участка в центр «торговой» жизни Пионерского района еще в советские времена, с постепенным перерастанием его в «стихийный» рынок)

## Транспорт

### Наземный общественный транспорт
Движение наземного общественного транспорта по улице не осуществляется. Недалеко от примыкания к улице Уральской находится остановка «Учителей».

### Ближайшие станции метро
Действующих станций метро поблизости нет.